# Almási István (színművész)
Almási István, Almássy (Magyarcsesztve, 1808 körül – Kassa, 1865. május 30.) magyar színész, színirendező.

## Életútja
Pályája 1835-től adatolható. Középtársulatoknál dolgozott, valamint kisebb tenorszólamokat énekelt. 1839-től néha ügyelőként, 1842-től többször rendezőként is munkálkodott. 1842. július 28-án a Nemzeti Színházban vendégszerepelt a »Saint Georges lovag«-ban. Így ír róla a Hasznos Mulatságok: »Igen kivált színészeink közől. Túlságos feszelgés s hanglejtés, száraz előadás jellemzék játékát, látszik ügyekezni és szerepére kellő figyelmet fordítni.« (61. szám.) 1845-ben énekelt a színház kórusában. 1842–1846 között Székesfehérvárt működött, ahol rendezője volt Petőfinek. Pályájának fontosabb állomásai Győr, Pécs, Kecskemét és Kolozsvár voltak. A szabadságharc után az aradi társulatnál kezdett dolgozni, velük szerepelt 1853-ban Kolozsváron, Nagyváradon, Brassóban és Szegeden. 1859-ben egy vidéki tudósítás így jellemzi: »Iszákos kántorok, kótyagos rectorok, vén szerelmesek, zsarnok apák benne hű személyesítőt találnak.« 1860–1861 között Kolozsvárott jegyőr volt. 1863-ban Kassán is fellépett. 1864-ben Szabó József kassai színtársulatánál játszott, ahol egy év múlva meghalt. Korábban komikus, együgyű alakokat játszott meg, később, az 1850-es években apaszerepekre és idősebb karakterekre tért át.

## Fontosabb szerepei
- Szélházy (Kisfaludy Károly: A kérők)
- Cérna (Nestroy: Lumpaci vagabundus)
- Harsánytorki (Munkácsy J.: Garabonciás diák)
- Wurm (Schiller: Ármány és szerelem)
- Mephistopheles (Klingemann: Faust)